# Xenia dayi
Xenia dayi är en korallart som beskrevs av Tixier-Durivault 1960. Xenia dayi ingår i släktet Xenia och familjen Xeniidae. Inga underarter finns listade i Catalogue of Life.